# Gordonia urbanii
Gordonia urbanii är en tvåhjärtbladig växtart som först beskrevs av Otto Christian Schmidt, och fick sitt nu gällande namn av Hsüan Keng. Gordonia urbanii ingår i släktet Gordonia och familjen Theaceae. Inga underarter finns listade i Catalogue of Life.